# Imilla
Imilla é uma palavra procedente da língua aimara e cujo significado em castelhano é "menina" ou jovem indígena.
Hoje em dia principalmente em países como Bolívia onde persiste uma sociedade colonizada internamente, em algumas camadas da sociedade empregam o uso da palavra "Imilla" como uma forma de expressão pejorativa para as mulheres. Antes da insurreição de 1952, a elite boliviana utilizava o "índio" como uma força de trabalho gratuita ("ponho"), e era comum utilizar as filhas dos índios ("imillas") como trabalhadoras domésticas. No entanto, a maior parte da população utiliza o significado real e literal da palavra imilla; inclusive é utilizado em contextos onde se requer denotar carinho a uma mulher ou bebê do sexo feminino.
A dança imilla muniris é uma dança de cortejo e namoro do departamento de Moquegua, cujo nome em aimara significa "moça bonita". Inicia sua projeção com o pagamento à mãe terra ou pacha mama, resgatando elementos e personagens imersos neste ritual dando lugar à movimentos alegres, ágeis e de força representando as características dos jovens solteiros em busca de um(a) pareceiro(a). Durante o festival da fertilidade nas comunidades indígenas, os jovens solteiros reúnem-se com o fim de encontrar uma garota que levava uma cuia florida. Os luxuosos chapéus multicolores dão o sinal de sua disponibilidade, enquanto os homens acercam-se às meninas com poemas de amor persuasivos e canções.